# Schizocosa cespitum
Schizocosa cespitum là một loài nhện trong họ Lycosidae.
Loài này thuộc chi Schizocosa. Schizocosa cespitum được Charles Denton Dondale & Redner miêu tả năm 1978.